# Sedum morganianum
|  | Dieser Artikel wurde aufgrund von formalen oder inhaltlichen Mängeln in der Qualitätssicherung Biologie im Abschnitt „Pflanzen“ zur Verbesserung eingetragen. Dies geschieht, um die Qualität der Biologie-Artikel auf ein akzeptables Niveau zu bringen. Bitte hilf mit, diesen Artikel zu verbessern! Artikel, die nicht signifikant verbessert werden, können gegebenenfalls gelöscht werden. Lies dazu auch die näheren Informationen in den Mindestanforderungen an Biologie-Artikel. Begründung: da fehlt es an vielem, entspricht so nicht den Mindestanforderungen eines Lebewesen-Artikels |

Sedum morganianum ist eine Pflanzenart aus der Gattung Fetthennen (Sedum) innerhalb der  Familie der Dickblattgewächse (Crassulaceae).

## Beschreibung

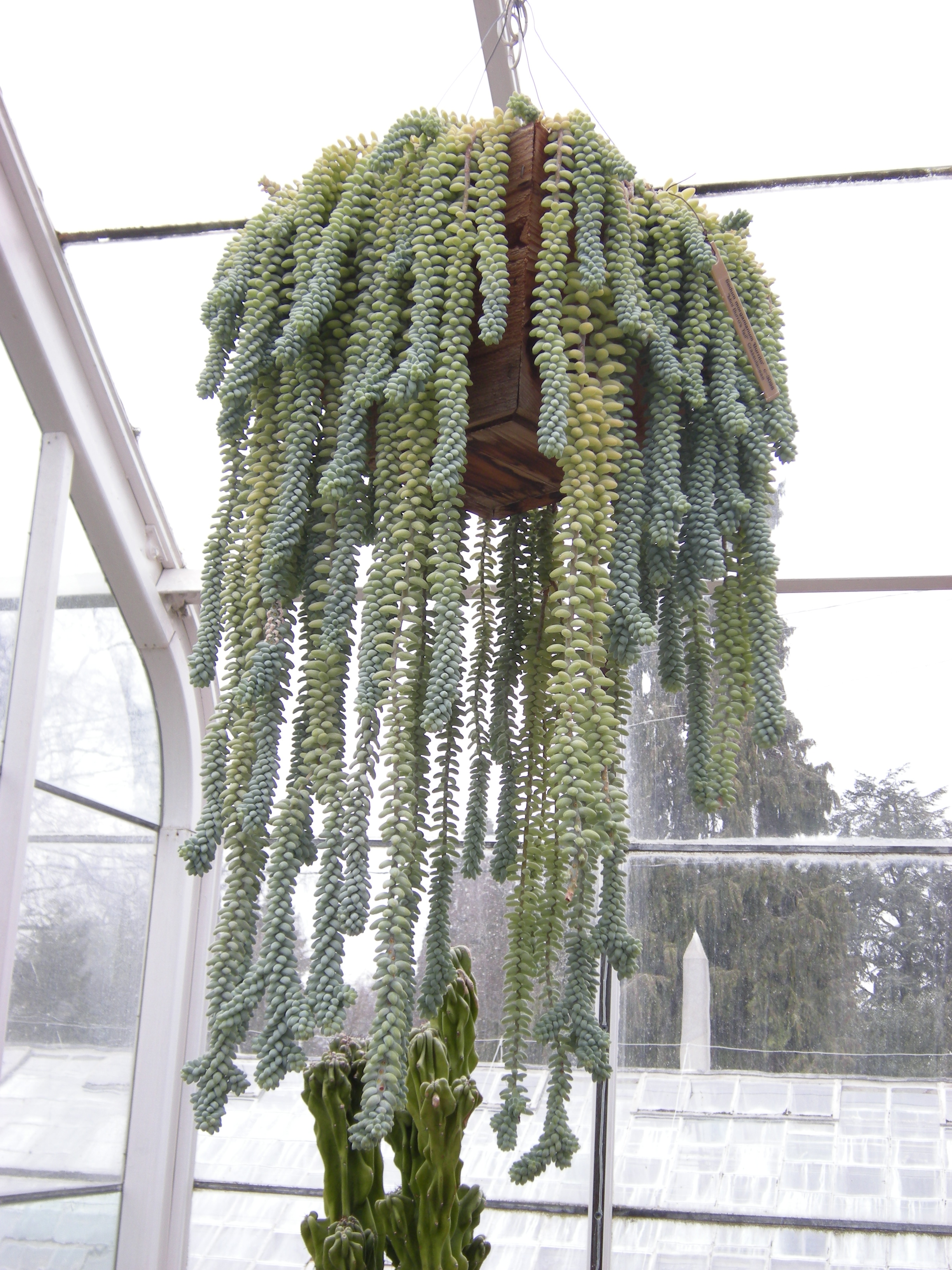
Habitus der Sorte ‘Burrito’

### Vegetative Merkmale
Die Art wächst als kahle, mehrjährige Pflanze und bildet lange, hängende und glauk-grün gefärbte Triebe aus. Die Blätter stehen dicht beieinander in 5 spiraligen Reihen. Sie sind länglich, lanzettlich oder elliptisch geformt und mit einer Spitze versehen. Die Spreite ist nahezu stielrund bis fast kugelig. Sie werden 15 bis 30 Millimeter lang und 5 bis 8 Millimeter dick. Blühfähige Triebe sind hängend angeordnet.

### Generative Merkmale
Die Blütenstände werden in Form von Ebensträußen gebildet. Die fünfzähligen Blüten stehen an einem langen Stiel. Die breit sitzenden Kelchblätter sind verwachsen und laufen in dreieckiger Form spitz zusammen. Sie werden 5 bis 9 Millimeter lang. Die an der Basis verwachsenen Kronblätter sind lanzettlich geformt und zugespitzt mit einem aufgesetzten Spitzchen. Sie sind rotpurpurn gefärbt, stehen aufrecht und werden 10 bis 12 Millimeter lang. Die Staubfäden sind rosa und die Staubbeutel hellgelb gefärbt. Die intensiv rosafarbenen Nektarschüppchen sind breit und ausgerandet.
Die Chromosomenzahl beträgt 2n = 70.

## Systematik und Verbreitung
Die Erstbeschreibung der Art erfolgte 1938 durch Eric Walther.
Der nomenklatorische Typ wurde im mexikanischen Bundesstaat Veracruz gefunden. Das gesamte Pflanzenmaterial, welches bis 2021 in Kultur zu finden ist, geht zurück auf einen einzelnen Klon, den Eric Walther 1935 in einer Gärtnerei in Coatepec gefunden hatte.

## Verwendung
Mit einer Mindesttemperatur von 5 bis 7 °C wird Sedum morganianum in gemäßigten Regionen oft als Zimmerpflanze in einem hängenden Gefäß kultiviert, in dem die Stängel senkrecht hängen. Diese Pflanzenart wurde von der Royal Horticultural Society mit dem Award of Garden Merit ausgezeichnet.

## Nachweise